# 纳家营清真寺
纳家营清真寺是中国云南省通海县纳古镇的一座清真寺，位于纳家营村忠训路76号。現有建築於2004年落成。2018年6月4日公布为第三批通海县文物保护单位。

## 历史
根据纳家营清真寺内的《清真寺常住碑记》记载，该寺始建于明初洪武三年（公元1370年），现有的建筑为2001年重建，2004年落成，

## 建筑
纳家营清真寺根据当地的山势而建立，現有建築於2004年10月2日正式落成。总建筑面积达一万平方米，共四层，有一穹顶、四座宣礼塔，塔高七十二米。二楼的礼拜大殿可同时容纳三千多人做礼拜。

## 相关事件

### 违建纳古文化学院
2011年，纳家营清真寺未经依法批准擅自占用纳家营村委会一、二、三、四、五组纳家营秧田（小东门）集体土地施工建设纳古文化学院。学院占用土地面积17517.59平方米，建筑占地面积4872.06平方米，空地12645.53平方米，建筑面积5071.50平方米。占用的土地套合《通海县土地利用现状图局部》地类为水田17376.70平方米、建制镇140.89平方米，套合《通海县土地利用总体规划（2010-2020年）》地类为一般耕地17376.70平方米、建设用地140.89平方米。2018年4月27日，通海县自然资源局作出通国土资罚字[2018]21号《行政处罚决定书》，责令该寺退还非法占用的土地面积2215平方米，限期30日内拆除在非法占用的土地上新建的建筑物和其他设施，恢复土地原状。因该寺未履行该行政处罚决定，通海县自然资源局向通海县人民法院申请强制执行。法院于2018年8月3日作出（2018）云0423行审7号行政裁定书，准许强制执行。2019年9月27日，通海县自然资源局作出通自然资罚字[2019]139号《行政处罚决定书》，责令该寺退还非法占用的土地17376.70平方米，限期30日内拆除在非法占用的土地上新建的建筑物和其他设施，恢复土地原状，但该寺仍未执行。通海县自然资源局再次申请强制执行，经法院审理认为属于非法占用的土地面积中的2215平方米为重复处罚，不重复处理，此外的15302.59平方米，则支持强制拆除，由通海县自然资源局负责协调组织实施。

### 改造争议
2023年5月27日，纳古镇政府派人强行拆除清真寺穹顶，引起当地穆斯林不满，进而与警员发生衝突。抗議隨後遭到鎮壓，抗議者亦在事後被捕。
2024年2月，纳家营清真寺完成改造。阿拉伯式的翡翠色穹頂被改為中式圓形攒尖頂，宣禮塔則被改造為中式风格。